# Майна (Хакасия)
Ма́йна — посёлок городского типа в Республике Хакасия России. Входит в состав городского округа город Саяногорск.   

## География
Расположен на левом берегу реки Енисей, в горно-таёжной зоне, в 10 километрах от города Саяногорска и в 16 км от посёлка Черёмушки.
У посёлка расположена Майнская ГЭС.

## История
Основан в 1732 году в день Успения Пресвятой Богородицы. Из «Путевых описаний Сибири» Г. Ф. Миллера следует, что название посёлок получил от Омайнского медного рудника, расположенного рядом. Рудник, в свою очередь, получил название от доминирующей в этой местности высоты Омай, расположенной на противоположном берегу Енисея. После того как залежи меди были исчерпаны (в 1745 году), жители посёлка перешли к крестьянскому хозяйству.
Статус посёлка городского типа получен в 1957 году.

## Название
Местные жители название не склоняют: приехать в Ма́йна, жить в Ма́йна.

## Население
Население Майна:
| Год  | Численность | Численность |
| ---- | ----------- | ----------- |
| 2002 | 5365        | [ 2 ]       |
| 2009 | 5971        | [ 3 ]       |
| 2010 | 5062        | [ 4 ]       |
| 2012 | 5057        | [ 5 ]       |
| 2013 | 5063        | [ 6 ]       |
| 2014 | 4945        | [ 7 ]       |
| 2015 | 4966        | [ 8 ]       |
| 2016 | 4933        | [ 9 ]       |
| 2017 | 4892        | [ 10 ]      |
| 2018 | 4846        | [ 11 ]      |
| 2019 | 4787        | [ 12 ]      |
| 2020 | 4737        | [ 13 ]      |
| 2021 | 4325        | [ 1 ]       |

## Транспорт
Расположен на региональной автодороге 95Н-310 Саяногорск — Майнская ГЭС — Черёмушки.
Из посёлка можно уехать в Саяногорск на муниципальных автобусах 2, 2а, 3, 3а. В Черёмушки — только на маршрутах 2 и 2а. Также есть междугородние рейсы в Шушенское, Сизую и Абакан. Стоимость проезда (по состоянию на 01.01.2022 г.) составляет 30-35 рублей. 

## Образование
Здесь имеется Средняя образовательная школа

## Праздники
Самые красочные праздники поселения связаны со сбором урожая: это Медовый Спас, Яблочный Спас и Хлебный Спас.

## Археология
В посёлка Майна находится многослойный археологический памятник каменного века Майнинская стоянка. В 5 культурном слое (ок. 16 тыс. л. н.) была найдена глиняная статуэтка («Майнинская венера»).